# 邓小平1978年出访记录
本条目记录邓小平第三次复出，恢复中共中央副主席、国务院副总理、中央军委副主席等职务后，在1978年全年的四次出访情况。

## 1月至2月访问缅甸、尼泊尔
1978年1月26日，邓小平1月26日至31日对缅甸的仰光和若开邦的山道威海滩进行访问，2月1日从缅甸回到成都，2月3日至6日对尼泊尔进行访问。

## 9月访问朝鲜
9月8日至12日，邓小平率中国党政代表团赴平壤出席庆祝朝鲜民主主义人民共和国成立30周年活动，会见了朝鲜劳动党总书记金日成，并在咸兴市参观“二·八维尼纶联合企业”。期间，朝鲜方面安排邓参观万寿台金日成雕像，看到该雕像十分巨大且表面镀金。邓此时在国内正试图去除对毛泽东的个人崇拜，对此感到极为震惊。他私下对朝鲜人说这个雕像是他见过的最浪费的东西之一，并对金日成把中国给朝鲜的援助用在这样的事上深感恼火:323:196
从朝鲜返回北京途中，邓小平还在本溪、大庆、哈尔滨、长春、沈阳、鞍山、唐山、天津等地视察，并发表了一系列重要谈话。理论界将这些重要谈话与邓小平1992年春发表的南方谈话相对应，称之为“北方谈话”。

## 10月访问日本

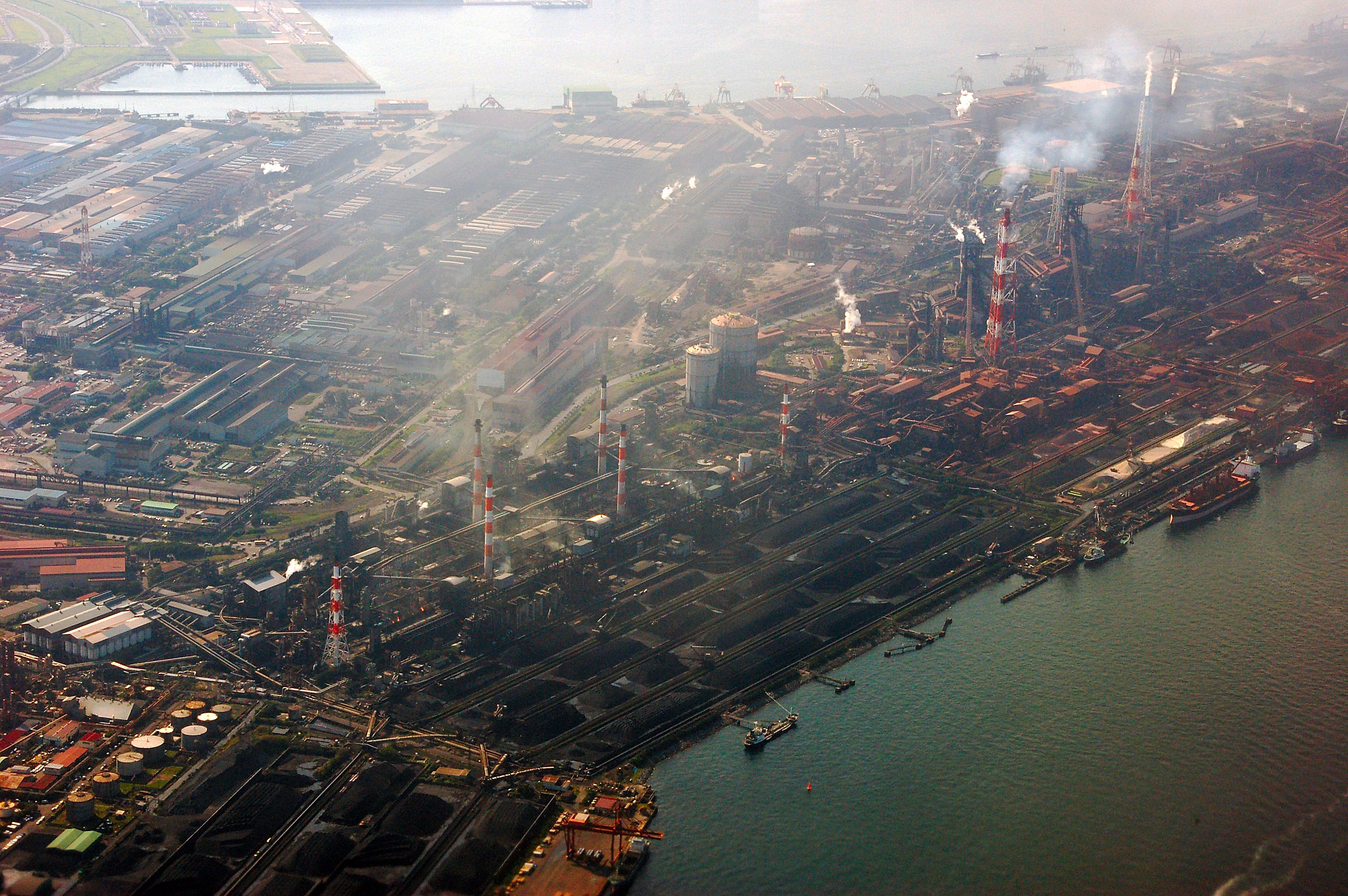
邓小平此次访问时参观的君津制铁所

10月22日至29日，邓小平访问了日本的东京、京都、奈良、大阪四座城市，这是中国国家领导人首次访问日本。
10月22日，邓小平抵达东京。10月23日清晨，日本内阁总理大臣福田赳夫在国宾馆为邓小平举行欢迎仪式，并共同参加了《中日和平友好条约批准书》的换文仪式。28位来自驻日主要国家使馆的大使也参加了仪式。23日中午，邓小平和夫人卓琳与裕仁天皇和皇后良子在皇宫内的丰明殿进行午餐会。之后，邓小平与福田首相举行会谈，并出席了欢迎晚宴。10月24日上午，邓小平在东京拜会了日本前首相田中角荣。
访问期间，邓小平还参观了日产汽车座间工厂（现座间事业所）、新日铁君津制铁所、松下公司茨木工厂和日本造币局大阪本局等企业，乘坐了从东京开往京都的新干线光号列车。

## 11月访问泰国、马来西亚、新加坡
11月5日至14日，邓小平以国务院副总理的身份应邀访问泰国、马来西亚、新加坡。访问泰国期间，邓小平率团参加了在曼谷玉佛寺举行的玛哈·哇集拉隆功王储的剃度仪式。访问新加坡期间，邓小平与李光耀总理举行会谈，表示中国正在考虑实行新的侨务政策和对东南亚的政策。11月，先後訪問泰国、马来西亚、新加坡三国:196，并且接受新加坡总理李光耀的建议，停止革命输出，不再支持东南亚地区的共产主义游击队。